# Flevoland van A tot Z

## A
Stichting AAP -
Afsluitdijk -
Agoratheater -
Allerheiligenvloed (1170) - 
Allerheiligenvloed (1570) -
Almeerse Hockey Club -
Almeerse Reddings Brigade -
Almere - 
Almere (meer) -
Almeerderstrand -
Almere Buiten -
Almere Haven -
Almere Hout -
Almere Pampus -
Almere Pioneers -
Almere Poort -
Almere Stad -
AlmereGrid -
Burgemeesters van Almere
Kasteel Almere -
Maxx Almere -
Dagblad van Almere -
Triatlon van Almere -
Alpha -
Hogeschool van Amsterdam -
Aue Paviljoens -
Aviodrome -
Autobusdienstonderneming Salland

## B
Bant -
BAS-Voetbal -
Batavia -
Batavia Stad -
Bataviawerf -
Biddinghuizen -
Henricus Bomers -
Bosbad (Emmeloord) - 
Botkloppen -
Buiten -
Busstation ’t Oor

## C
Augustinus Callier -
Carlton (gebouw) - 
Casla (architectuurcentrum) - 
Casteleynsplas -
Holland Combinatie -
Creil

## D
Dagblad van Almere - 
Doe Dans -
Diemerzeedijk -
Joannes van Dodewaard -
De Dode Hond -
Jaap van der Doef -
Dorhout Mees Biddinghuizen - 
Dronten -
Burgemeesters van Dronten -
Drontermeer -
Drontermeertunnel

## E
Eemmeer -
Emmeloord -
Emmeloord (Schokland) -
Ens -
Ens (Schokland) - 
Enservaart - 
Erehof Emmeloord - 
Erfgoedcentrum-
Espel -
Espelervaart

## F
Geke Faber -
FC Omniworld -
Filmtheater Cinescope - 
Flevodienst - 
Flevo Ferries - 
Flevohof -
Flevoland -
De Flevolander - 
Flevolands volkslied - 
Flevolijn -
Flevoziekenhuis - 
Steden en dorpen in Flevoland -
Gemeenten in Flevoland -
Commissarissen van Flevoland -
Omroep Flevoland -
Oostelijk Flevoland -
Zuidelijk Flevoland -
Flevomeer -
Flevo Ferries -
Flevolandschap -
FlevOnice -
Friese Poort

## G
Gemaal Buma - 
Gemaal Colijn - 
Gemaal De Blocq van Kuffeler - 
Gemaal Lovink - 
Gemaal Smeenge - 
Gemaal Vissering - 
Gemaal Wortman - 
Geschiedenis van Flevoland -
De Glasbak - Theater & Cultureel Centrum - 
Gooimeer -
Goliath -
Toine Gresel -
Hans Gruijters

## H
Halte Almere Strand -
Hanzelijn -
Hanzeliner - 
Harderbroek -
Harderwold -
Havendiep - 
Hoge Knarsluis - 
Hoge Vaart - 
Hogeschool van Amsterdam -
Hollandse Brug -
Holland Combinatie -
Horsterwold -
Houtribdijk -
Houtribsluizen - 
Johannes Petrus Huibers

## I
IJmeer -
IJmeerverbinding - 
IJsselmeerziekenhuizen

## J
Joodse begraafplaats (Almere) - 
Annemarie Jorritsma-Lebbink

## K
Kasteel Almere -
Ketelbrug -
Ketelmeer -
Knardijk -
Knooppunt Almere - 
Knooppunt Emmeloord - 
Kortegolfzendstation Flevo - 
Kraggenburg -
Kromslootpark -
Kuinderbos -
Kuinderburcht - 
Kunstlinie Almere Flevoland

## L
Lage Knarsluis - 
Han Lammers -
Leefbaar Almere -
Chris Leeuwe -
Leisure World Ice Center - 
Lelybus -
Lelystad -
Lelystad Airport -
Lelystad-haven -
Lelystad Opstelterrein -
Lelystad..Zwolle -
Lijst van beelden in Flevoland - 
burgemeesters van Lelystad -
Lijst van commissarissen van de Koning in Flevoland - 
Lijst van gotische gebouwen in Flevoland - 
Lijst van Joodse begraafplaatsen in Flevoland - 
Lijst van spoorwegstations in Flevoland - 
Cornelis Lely -
Lepelaarplassen -
Lichtboog -
Lowlands -
Luttelgeest

## M
Marken -
Markermeer -
Marknesse -
Maximacentrale - 
De Meester (Almere) - 
Middengolfzender Flevoland - 
Midnet -
Mitsubishi Forklift-Stadion -
Mixed Hockey Club Lelystad -
Monument Noordoostpolder -
Museum De Paviljoens -
Muziekwijk

## N
Nagele -
Nationaal Luchtvaart-Themapark Aviodrome -
Nationaal Ruimtevaart Museum -
Natuurpark Lelystad -
Naviduct Krabbersgat - 
Nederlands -
Nieuw Land Erfgoedcentrum-
Nicolaas van Nieuwland -
Nijkerkernauw -
Noordoostpolder -
Vlag van Noordoostpolder (gemeente) -
burgemeesters van Noordoostpolder -
Nuldernauw

## O
Olifanten van Almere -
Omniworld -
Omniworld -
FC Omniworld seizoen 2006-2007 -
FC Omniworld seizoen 2007-2008 -
VC Omniworld -
Omroep Flevoland -
Oostelijk Flevoland -
Oostvaardersplassen -
Oostvaardersplassen en de waterstand -
Oostvaarderswold -
Oostvaarders -
Hans Ouwerkerk

## P
Pampus -
Ralph Pans-
Parkwijk -
De Paviljoens -
De Pijler -
Poldertoren -
Polderwijk -
Poort -
Jos Punt -
Provinciale weg 23 -
Provinciale weg 301 -
Provinciale weg 302 -
Provinciale weg 305 -
Provinciale weg 306 -
Provinciale weg 309 -
Provinciale weg 331 -
Provinciale weg 711

## R
Ramsdiep - 
Ramspolbrug - 
Randmeer -
Rijksbeschermd gezicht Urk - 
Rijksdienst voor de IJsselmeerpolders - 
Rijksweg 6 -
Rijksweg 50 -
Robin Hood -
Roggebotsluis (gehucht) - 
Roggebotsluis (sluis) - 
Ruimtevaart Museum -
Rutten

## S
Schokland -
Scheepskameel -
Dick Schutte -
Harm Bruins Slot -
Petrus Matthias Snickers -
Sonoy - 
Spoorlijn Lelystad - Zwolle -
Spoorlijn Weesp - Lelystad - 
spoorwegstations -
Stads- en streekvervoer in Flevoland -  
Station Almere Buiten -
Station Almere Centrum -
Station Almere Muziekwijk -
Station Almere Oostvaarders -
Station Almere Parkwijk -
Station Almere Poort -
Station Almere Strand - 
Station Dronten -
Station Lelystad Centrum -
Station Lelystad Zuid -
Stichtse Brug -
Stormvloed -
Stadslandgoed Kemphaan -
Stichtse Brug -
Stichting AAP -
Swifterbant -
Swifterbantcultuur -
Swifterkamp

## T
Tabel van gemeenten in Flevoland - 
Theater de Roestbak - 
Themapark Aviodrome -
Tollebeek -
Tong van Lucifer -
Triatlon van Almere

## U
Uitkijktoren Ramspol - 
Urk -
SV Urk -
Het Urker Mannenkoor 'Hallelujah' - 
Urkers -
Urker koren -
Burgemeesters van Urk -
Urker Vissersmonument -
Urker volkslied

## V
Veluwemeer -
Veluwerandmeren -
Vervoermaatschappij De Noord-Westhoek - 
Vlag van Flevoland -
Vlag van Noordoostpolder (gemeente) -
Vliegveld Noordoostpolder -
Vuurtoren van Urk

## W
Waar wij steden doen verrijzen... -
Walibi Holland -
Wapen van Almere - 
Wapen van Dronten - 
Wapen van Flevoland -
Wapen van Lelystad - 
Wapen van Waterschap Noordoostpolder - 
Wapen van Zeewolde - 
Waterlandse Zeedijk -
Watersnood van 1916 -
Weerwater -
Weesp..Lelystad -
Westfriese Omringdijk -
Wieringermeer -
Wieringen -
Windpark Kubbeweg - 
Windturbines in Flevoland - 
Wolderwijd

## X
Xpress

## Y
Yanmar Stadion - 
IJmeer

## Z
Zeewolde -
burgemeesters van Zeewolde -
De Zegge -
Zilverparkkade -
Zilverstrand -
Zuidelijke IJsselmeerpolders -
Zuidelijk Flevoland -
Zuiderzeedepartement -
Zuiderzeeland -
Zuiderzeelijn -
Zuiderzeeraad - 
Zuiderzeevereniging -
Zuiderzeewerken -
Zuiderzeewet - 
Zuiderzee (water) -
Voormalige Zuiderzee -
Zuil van Lely - 
Theodorus Zwartkruis
Drenthe van A tot Z · Flevoland van A tot Z · Friesland van A tot Z · Gelderland van A tot Z · Groningen  van A tot Z · Limburg (Nederland) van A tot Z · Noord-Brabant van A tot Z · Noord-Holland van A tot Z · Overijssel van A tot Z · Utrecht van A tot Z · Zeeland van A tot Z · Zuid-Holland van A tot Z

Nederland · provincies